# Mirower See
Der Mirower See ist ein See der Mecklenburgischen Seenplatte im Landkreis Mecklenburgische Seenplatte. Er zählt zu den sogenannten sonstigen Binnenwasserstraßen des Bundes und befindet sich in der Zuständigkeit des Wasserstraßen- und Schifffahrtsamtes Oder-Havel.

## Geografie

### Lage
Der Mirower See befindet sich etwa elf Kilometer südöstlich des Südostufers der Müritz und erstreckt sich unmittelbar nordwestlich von Mirow nach Norden. Der See, der von Wäldern im Norden, Äckern und Wiesen im Mittelteil und Mirow am Südostufer gesäumt wird, ist knapp 2,5 Kilometer lang, bis 700 Meter breit und maximal sieben Meter tief. Seine Seehöhe beträgt 58,6 m ü. NHN. Im Norden des Sees befindet sich eine etwa einen Kilometer lange hakenförmige, nach Westen zeigende Bucht. In diese mündet von Süden her der Kleine Schulzensee ein.

### Inseln
Innerhalb des Mirower Sees gibt es eine Insel und ein Eiland. 
Auf der Schlossinsel Mirow, die Mirow direkt westlich vorgelagert ist, befinden sich das Schloss Mirow, ein 1748 bis 1752 als Sommerresidenz der mecklenburgischen Herzöge erbautes Barockschloss, und die Anfang des 14. Jahrhunderts erbaute Johanniterkirche, deren Turm bestiegen werden kann. 
Die Liebesinsel, die als kleines Eiland unmittelbar nördlich der Schlossinsel liegt, ist über eine alte, restaurierte Brücke zu erreichen, die über den schmalen Gewässerarm zwischen den beiden kleinen Inseln führt. Auf dieser Insel befindet sich das Grabmal des letzten Großherzogs von Mecklenburg-Strelitz, Adolf Friedrich VI. (1882–1918), der sich das Leben nahm. Sein nicht vollständig verwester Leichnam ist im Grabmal aufgebahrt.

### Wasserstraßen
Ein schmaler nur etwa 200 Meter langer Kanal verbindet den Mirower See mit der Müritz-Havel-Wasserstraße (MHW) bei km 22,52. An der Einmündung dieses Kanals, nur wenige hundert Meter vom Südufer des Mirower Sees entfernt, mündet der Mirower Kanal, der nordwestliche Teil der MHW, ein; er zweigt aus der Kleinen Müritz der Müritz-Elde-Wasserstraße ab und verläuft durch Sumpfsee und Ragunsee bis Mirow. Der Mirower Kanal ersetzt seit 1936 die Alte Fahrt oder Alte Müritz-Havel-Wasserstraße, die von Norden in den Mirower See einmündet. Bis dahin war sie der übliche Schifffahrtsweg zwischen Havel und Müritz.
Die Alte MHW beginnt mit dem Bolter Kanal, der im Bereich der Bolter Mühle eine Schleuse besaß, die allerdings zugeschüttet wurde, am Ostufer der Müritz. Weiter schließen sich Caarpsee, Woterfitzsee, Leppinsee, die beiden Kotzower Seen und das Granzower Möschen an. 
Mit dem Mirower See bilden diese Seen eine Seenkette, die von Paddlern als Nebenstrecke auf dem Weg von der Müritz genutzt wird. Vom Mirower bis zum Leppinsee ist auch die Fahrt für Schiffe mit Verbrennungsmotor erlaubt. Woterfitzsee und Caarpsee sind für Fahrzeuge mit Verbrennungsmotor jedoch gesperrt.